# Brognon, Côte-d'Or
Brognon là một xã ở tỉnh Côte-d’Or trong vùng Bourgogne-Franche-Comté, phía đông nước Pháp. Khu vực này có độ cao từ 228-264 mét trên mực nước biển.
Dân số năm 2006 là 246 người.